# Nati nel 1770
| Questa pagina contiene informazioni ricavate automaticamente dalle voci biografiche con l'ausilio del template Bio e di un bot. L'aggiornamento è periodico e automatico e ricostruisce completamente la pagina. Se manca una persona in questa lista, sei pregato di non aggiungerla, ma accertati piuttosto che la sua voce biografica contenga il template Bio e che i dati anagrafici siano correttamente compilati. Se il template Bio manca, inseriscilo tu stesso o, in alternativa, metti l'avviso {{tmp\|Bio}} che ne segnala la mancanza. Se i dati riportati sono sbagliati, correggi direttamente la voce biografica; le modifiche saranno visibili in questa lista entro pochi giorni. Per chiarimenti vedi il progetto biografie. La lista contiene solo le 208 persone che sono citate nell'enciclopedia e per le quali è stato implementato correttamente il template Bio. Pagina aggiornata al 2 ago 2025. |

## Gennaio(7)
- 6 gennaio - Gaspare Felice Rignon, banchiere italiano († 1818)
- 13 gennaio - Anatole Devosge, pittore francese († 1850)
- 14 gennaio - Adam Jerzy Czartoryski, nobile, politico e scrittore polacco († 1861)
- 18 gennaio - Lucile Duplessis, rivoluzionaria francese († 1794)
- 18 gennaio - Lucia Migliaccio, nobildonna italiana († 1826)
- 21 gennaio - Cesare Albertini, patriota italiano († 1833)
- 26 gennaio - Niccolò Cacciatore, astronomo italiano († 1841)

## Febbraio(18)
- 1º febbraio - Henry-René-Marie Picot de Peccaduc, nobile e militare francese († 1826)
- 5 febbraio - Alexandre Brongniart, chimico, geologo e zoologo francese († 1847)
- 5 febbraio - Mosè Borsani, violinista e direttore d'orchestra italiano († 1844)
- 9 febbraio - Marco Arese Lucini, VI conte di Barlassina, nobile e politico italiano († 1852)
- 9 febbraio - Ferdinando Carulli, chitarrista e compositore italiano († 1841)
- 9 febbraio - Théodore Edme Mionnet, numismatico francese († 1842)
- 11 febbraio - Francesco Tanadei, scultore e ebanista svizzero († 1828)
- 13 febbraio - Pietro Piani, pittore e decoratore italiano († 1841)
- 14 febbraio - Giuseppe Borsato, pittore italiano († 1849)
- 15 febbraio - Ferdinand von Wintzingerode, militare tedesco († 1818)
- 18 febbraio - Christian Heinrich Rinck, compositore e organista tedesco († 1846)
- 19 febbraio - Francisco Amorós, pedagogo spagnolo († 1848)
- 19 febbraio - Maximilian Wimpffen, militare austriaco († 1854)
- 21 febbraio - Georges Mouton, generale francese († 1838)
- 21 febbraio - Antonio Pasini, pittore italiano († 1835)
- 22 febbraio - Carlo Alessandro di Thurn und Taxis, principe († 1827)
- 23 febbraio - Antonio Pallotta, cardinale italiano († 1834)
- 26 febbraio - Antonín Reicha, compositore ceco († 1836)

## Marzo(19)
- 1º marzo - Louis-Pierre Montbrun, generale francese († 1812)
- 2 marzo - Louis Gabriel Suchet, generale e nobile francese († 1826)
- 4 marzo - Joseph Jacotot, filosofo e pedagogista francese († 1840)
- 4 marzo - Christian Zais, architetto e urbanista tedesco († 1820)
- 5 marzo - Hans Ernst Karl von Zieten, generale prussiano († 1848)
- 6 marzo - Jens Wilken Hornemann, botanico e medico danese († 1841)
- 7 marzo - Gabriel Jean Joseph Molitor, generale francese († 1849)
- 7 marzo - William Paulding Jr., politico statunitense († 1854)
- 11 marzo - William Huskisson, politico e economista britannico († 1830)
- 12 marzo - Camillo Alleva, arcivescovo cattolico italiano († 1829)
- 16 marzo - Alessandra Mari, patriota italiana († 1848)
- 18 marzo - Giuseppe Cellini, guerrigliero italiano († 1817)
- 20 marzo - Friedrich Hölderlin, poeta tedesco († 1843)
- 21 marzo - Antonio Florian, pittore e restauratore italiano
- 22 marzo - Sophie Cottin, scrittrice e politica francese († 1807)
- 22 marzo - Vincenzo Galiani, patriota e rivoluzionario italiano († 1794)
- 24 marzo - Pierre Baour-Lormian, poeta e scrittore francese († 1854)
- 26 marzo - Andrea Ferrari, generale italiano († 1849)
- 27 marzo - Sophie Mereau, scrittrice tedesca († 1806)

## Aprile(22)
- 2 aprile - Pasquale Galluppi, filosofo italiano († 1846)
- 2 aprile - Alexandre Sabes Pétion, militare e politico haitiano († 1818)
- 3 aprile - Theodoros Kolokotronis, militare, condottiero e patriota greco († 1843)
- 7 aprile - William Wordsworth, poeta britannico († 1850)
- 9 aprile - Thomas Johann Seebeck, fisico estone († 1831)
- 11 aprile - George Canning, politico britannico († 1827)
- 11 aprile - Pietro Ignazio Marolda, vescovo cattolico e teologo italiano († 1842)
- 15 aprile - Julius Leopold Theodor Friedrich Zincken, entomologo tedesco († 1856)
- 16 aprile - Maria Maddalena dell'Incarnazione, religiosa e mistica italiana († 1824)
- 17 aprile - Mahlon Dickerson, giurista e politico statunitense († 1853)
- 17 aprile - Nikita Petrovič Panin, diplomatico russo († 1837)
- 19 aprile - Georg Abraham Schneider, cornista e compositore tedesco († 1839)
- 20 aprile - Ferdinando Provesi, compositore e organista italiano († 1833)
- 21 aprile - Maria Anna d'Asburgo-Lorena, badessa († 1809)
- 21 aprile - Massimiliano Camillo VIII Massimo, I principe di Arsoli, nobile italiano († 1840)
- 22 aprile - Pierre-Joseph Rey, vescovo cattolico italiano († 1842)
- 24 aprile - Niccolò Bettoni, editore e tipografo italiano († 1842)
- 26 aprile - Friedrich August Carus, filosofo tedesco († 1807)
- 27 aprile - Edward Codrington, ammiraglio britannico († 1851)
- 27 aprile - Gianbattista Occhipinti Scopetta, francescano italiano († 1836)
- 30 aprile - Odoardo Fischetti, pittore italiano († 1827)
- 30 aprile - David Thompson, esploratore e cartografo canadese († 1857)

## Maggio(12)
- 1º maggio - Thomas Mason, imprenditore e politico statunitense († 1800)
- 4 maggio - François Gérard, pittore francese († 1837)
- 10 maggio - Louis Nicolas Davout, generale francese († 1823)
- 20 maggio - Anna Emilia di Anhalt-Köthen-Pless, nobile tedesca († 1830)
- 20 maggio - Ferdinand Fränzl, compositore, violinista e direttore d'orchestra tedesco († 1833)
- 20 maggio - Anton Friedrich Mittrowsky von Mittrowitz und Nemischl, politico e nobile boemo († 1842)
- 22 maggio - Elisabetta di Hannover, nobile inglese († 1840)
- 23 maggio - Sergej L'vovič Puškin, ufficiale russo († 1848)
- 24 maggio - Ignaz Döllinger, anatomista tedesco († 1841)
- 24 maggio - Luisa di Prussia, principessa prussiana († 1836)
- 27 maggio - William Stark, architetto e urbanista scozzese († 1812)
- 30 maggio - Ekaterina Vladimirovna Golicyna, nobildonna russa († 1854)

## Giugno(12)
- 1º giugno - Friedrich Laun, romanziere tedesco († 1849)
- 3 giugno - Manuel Belgrano, economista, politico e generale argentino († 1820)
- 4 giugno - James Hewitt, musicista e editore musicale britannico († 1827)
- 6 giugno - Antonio Durini, nobile e politico italiano († 1850)
- 7 giugno - Robert Banks Jenkinson, II conte di Liverpool, politico inglese († 1828)
- 9 giugno - Ferdinando Maria Pignatelli, cardinale e arcivescovo cattolico italiano († 1853)
- 16 giugno - Vincenzio Russo, patriota e politico italiano († 1799)
- 17 giugno - Eduard Philipp Körber, religioso, storico e numismatico estone († 1850)
- 18 giugno - Pedro Paulo de Figueiredo da Cunha e Melo, cardinale e arcivescovo cattolico portoghese († 1855)
- 19 giugno - Alessandro Begani, militare italiano († 1837)
- 24 giugno - Albrecht Ludwig Berblinger, inventore e pioniere dell'aviazione tedesco († 1829)
- 25 giugno - Francisco Marcó del Pont, militare spagnolo († 1819)

## Luglio(11)
- 3 luglio - Michel-Joseph Gentil de Chavagnac, drammaturgo e cantautore francese († 1846)
- 7 luglio - Friedrich Ludwig Kreysig, medico e cardiologo tedesco († 1839)
- 9 luglio - Kaspar Max Droste zu Vischering, vescovo cattolico tedesco († 1846)
- 9 luglio - Giuseppe Raddi, botanico italiano († 1829)
- 11 luglio - Charles Eugène Gabriel de Sombreuil, condottiero francese († 1795)
- 13 luglio - Aleksandr Balašov, generale russo († 1837)
- 15 luglio - Giuseppe Cerbara, medaglista italiano († 1856)
- 18 luglio - David Pièrre Giottino Humbert de Superville, pittore, incisore e scrittore olandese († 1849)
- 22 luglio - Jean Maximilien Lamarque, generale francese († 1832)
- 27 luglio - Nicolò Pasqualigo, ammiraglio italiano († 1821)
- 30 luglio - Friedrich Ludwig Aemilius Abel, violinista tedesco († 1842)

## Agosto(14)
- 1º agosto - William Clark, esploratore statunitense († 1838)
- 3 agosto - Federico Guglielmo III di Prussia, re prussiano († 1840)
- 4 agosto - François Étienne Kellermann, generale francese († 1835)
- 7 agosto - Charles Colville, generale britannico († 1843)
- 8 agosto - Charles Marie de Beaumont d'Autichamp, militare francese († 1859)
- 12 agosto - Carlo Visconti di Modrone, nobile, imprenditore e politico italiano († 1836)
- 13 agosto - Emmanuele Lodi, vescovo cattolico italiano († 1845)
- 14 agosto - Mariano Matamoros, presbitero e patriota messicano († 1814)
- 16 agosto - François-André Michaux, botanico e medico francese († 1855)
- 18 agosto - Dorothea von Rodde-Schlözer, filosofa tedesca († 1825)
- 27 agosto - Georg Wilhelm Friedrich Hegel, filosofo, storico e giurista tedesco († 1831)
- 28 agosto - Johann Karl Simon Morgenstern, filologo classico tedesco († 1852)
- 29 agosto - Luigi Guglielmo d'Assia-Homburg, nobile († 1839)
- 30 agosto - Vincenzo Macchi, cardinale italiano († 1860)

## Settembre(9)
- 4 settembre - Joseph Bernet, cardinale e arcivescovo cattolico francese († 1846)
- 13 settembre - Giuseppe Alberghini, cardinale italiano († 1847)
- 13 settembre - Grigorij Aleksandrovič Stroganov, nobile e diplomatico russo († 1857)
- 19 settembre - Johann Georg Repsold, astronomo tedesco († 1830)
- 21 settembre - Raffaele Albertolli, pittore, incisore e stuccatore svizzero († 1812)
- 21 settembre - Paolo Mazzetti di Saluggia, nobile italiano († 1830)
- 22 settembre - Vincenzo Grazioli, I duca di Santa Croce di Magliano, imprenditore, banchiere e nobile italiano († 1857)
- 26 settembre - Walter Bowne, politico statunitense († 1846)
- 28 settembre - William Craven, I conte di Craven, nobile e ufficiale inglese († 1825)

## Ottobre(11)
- 1º ottobre - Vincenzo Cuoco, scrittore, giurista e politico italiano († 1823)
- 3 ottobre - Pierre-Gaston-Henri de Livron, militare francese († 1831)
- 4 ottobre - Louis-François Jauffret, educatore, poeta e avvocato francese († 1840)
- 9 ottobre - Amédée Louis Michel Lepeletier, entomologo francese († 1845)
- 11 ottobre - Gabriel Julien Ouvrard, banchiere francese († 1846)
- 18 ottobre - Thomas Phillips, pittore inglese († 1845)
- 22 ottobre - Federico Guglielmo di Solms-Braunfels, generale prussiano († 1814)
- 23 ottobre - George Ramsay, IX conte di Dalhousie, nobile, ufficiale e diplomatico scozzese († 1838)
- 24 ottobre - Carlo Emanuele di Savoia-Carignano, principe italiano († 1800)
- 26 ottobre - Giovanni Beltrami, medaglista e incisore italiano († 1854)
- 27 ottobre - Pietro Francesco Galleffi, cardinale italiano († 1837)

## Novembre(17)
- 3 novembre - James Whitfield, religioso e arcivescovo cattolico inglese († 1834)
- 4 novembre - François Pouqueville, diplomatico, scrittore e storico francese († 1838)
- 5 novembre - Dominique-Joseph René Vandamme, generale francese († 1830)
- 7 novembre - Jedediah K. Smith, politico e giurista statunitense († 1828)
- 8 novembre - Antonio Spazzi, scultore italiano († 1848)
- 12 novembre - François Roguet, generale francese († 1846)
- 15 novembre - Louis Lafitte, pittore francese († 1828)
- 16 novembre - Étienne Pivert de Senancour, scrittore francese († 1846)
- 17 novembre - Bertel Thorvaldsen, scultore danese († 1844)
- 19 novembre - Adam Johann von Krusenstern, ammiraglio e esploratore estone († 1846)
- 20 novembre - Domenico Lentini, presbitero italiano († 1828)
- 20 novembre - Gabriele Pedrinelli, militare e inventore italiano († 1838)
- 21 novembre - Troilo Malipiero, scrittore e filosofo italiano († 1829)
- 22 novembre - Carolina di Borbone-Parma, principessa italiana († 1804)
- 26 novembre - Johann Michael Zeyher, botanico tedesco († 1843)
- 28 novembre - Luisa d'Orange-Nassau, nobile († 1819)
- 29 novembre - Peter Hänsel, compositore e violinista austriaco († 1831)

## Dicembre(12)
- 2 dicembre - Michele Saverio Provana del Sabbione, politico italiano († 1837)
- 7 dicembre - Cesare Ambrogio San Martino d'Agliè, diplomatico italiano († 1847)
- 7 dicembre - Christian Rudolph Wilhelm Wiedemann, medico, storico e naturalista tedesco († 1840)
- 7 dicembre - Maria Cristina di Sassonia, nobile tedesca († 1851)
- 9 dicembre - James Hogg, poeta e scrittore scozzese († 1835)
- 16 dicembre - Ludwig van Beethoven, compositore, pianista e direttore d'orchestra tedesco († 1827)
- 16 dicembre - Mattia de Paoli, presbitero e scrittore italiano († 1831)
- 20 dicembre - Henry John Spencer, nobile e diplomatico britannico († 1795)
- 25 dicembre - Jacob Zellweger, imprenditore e politico svizzero († 1821)
- 26 dicembre - Pierre Cambronne, generale francese († 1842)
- 28 dicembre - Henry Blackwood, ammiraglio britannico († 1832)
- 30 dicembre - Giuseppe Settele, astronomo, archeologo e presbitero italiano († 1841)

## Senza giorno specificato(44)
- Vasile Aaron, poeta rumeno († 1822)
- José de Abreu, militare brasiliano († 1827)
- Alessandro Annoni, politico italiano († 1825)
- Juan Antonio Álvarez de Arenales, militare argentino († 1831)
- Ferdinando Arrivabene, patriota, letterato e poeta italiano († 1834)
- George Joseph Bell, giurista scozzese († 1843)
- Benderli Ali Pascià, politico ottomano († 1821)
- Antonio Berini, incisore italiano († 1861)
- Antonino Bivona Bernardi, botanico italiano († 1837)
- Francis Burdett, politico britannico († 1844)
- Giuseppe Cacialli, architetto italiano († 1828)
- Giovanni Battista Caviglia, esploratore e navigatore italiano († 1845)
- Costanzio I di Costantinopoli, arcivescovo ortodosso greco († 1859)
- Paolo De Albertis, pittore italiano († 1844)
- Giambattista De Cesari, politico francese
- Antonio Del Fante, compositore italiano († 1822)
- Vincenzo Drago, storico italiano († 1836)
- William Drummond di Logie Almond, diplomatico, politico e letterato britannico († 1828)
- Étienne Fay, attore teatrale, tenore e compositore francese († 1845)
- Maddalena Gallina, attrice teatrale italiana († 1817)
- Gaetano Gigante, pittore e incisore italiano († 1840)
- Johannes Jelgerhuis, pittore e attore teatrale olandese († 1836)
- Kabakçı Mustafa, militare e politico ottomano († 1808)
- Yusuf Karamanli, politico e corsaro ottomano († 1838)
- Archibald Kennedy, I marchese di Ailsa, nobile scozzese († 1846)
- André Laugier, chimico, farmacista e mineralogista francese († 1832)
- Rita Luna, attrice teatrale spagnola († 1832)
- Flaminio Massa, patriota, avvocato e giornalista italiano († 1805)
- Dialogante-con-lo-Spirito, condottiero nativo americano († 1840)
- William Nicol, fisico e geologo scozzese († 1851)
- Pedro Antonio Olañeta, militare spagnolo († 1825)
- Ercole Paganini, compositore italiano († 1825)
- Luigi Piantanida, giurista italiano
- Giuseppe Poli, pittore italiano
- Melchor de Prado y Mariño, architetto spagnolo († 1834)
- Joseph Renzler, pittore italiano († 1842)
- Michele Rotunno, storico italiano
- Luigi Scevola, drammaturgo italiano († 1818)
- José de la Serna e Hinojosa, generale spagnolo († 1832)
- Yisroel ben Shmuel di Shklov, rabbino e religioso lituano († 1839)
- Sri Sulalai, thailandese († 1837)
- Paul Storr, orafo britannico († 1844)
- Emmanuele Viggiano, presbitero e storico italiano († 1840)
- Karl vom Stein zum Altenstein, politico prussiano († 1840)